# Meerim Zhumanazarova
Meerim Zhumanazarova, née le 9 novembre 1999 à Bichkek (Kirghizistan), est une lutteuse kirghize. Elle est médaillée de bronze olympique en moins de 68 kg en 2021 à Tokyo.

## Carrière
Elle est médaillée de bronze en moins de 69 kg aux Jeux asiatiques en salle 2017 à Achgabat. Elle remporte ensuite la médaille de bronze en moins de 68 kg aux Championnats d'Asie de lutte 2018 à Bichkek.
Lors des épreuves de lutte aux Jeux asiatiques de 2018 à Jakarta, elle remporte la médaille de bronze en moins de 68 kg en battant la Japonaise Ayana Gempei lors de la petite finale. Elle remporte ensuite la médaille de bronze en moins de 68 kg aux Championnats d'Asie de lutte 2019 à Xi'an.
En 2021, elle est médaillée de bronze en lutte aux Jeux olympiques d'été de 2020 dans la catégorie des moins de 68 kg en battant la Mongole Soronzonboldyn Battsetseg.

## Palmarès

### Jeux olympiques
- médaille de bronze en moins de 68 kg aux Jeux olympiques d'été de 2020 à Tokyo

### Jeux asiatiques
- médaille de bronze en moins de 68 kg aux Jeux asiatiques de 2018 à Jakarta

### Jeux asiatiques en salle
- médaille de bronze en moins de 69 kg aux Jeux asiatiques en salle de 2017 à Achgabat

### Championnats d'Asie
- médaille de bronze en moins de 68 kg aux Championnats d'Asie de lutte 2019 à Xi'an
- médaille de bronze en moins de 68 kg aux Championnats d'Asie de lutte 2018 à Bichkek